# Adelomyrmex tristani
Adelomyrmex tristani är en myrart som först beskrevs av Menozzi 1931.  Adelomyrmex tristani ingår i släktet Adelomyrmex och familjen myror. Inga underarter finns listade i Catalogue of Life.

## Bildgalleri

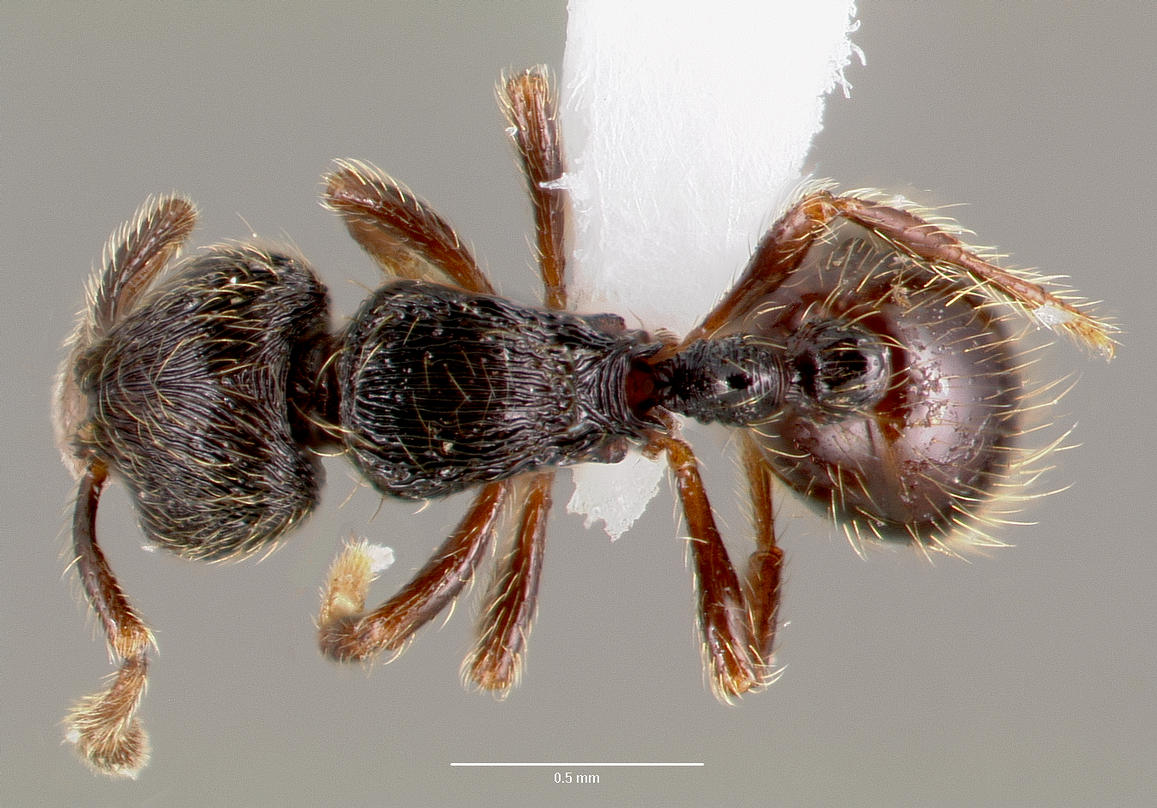
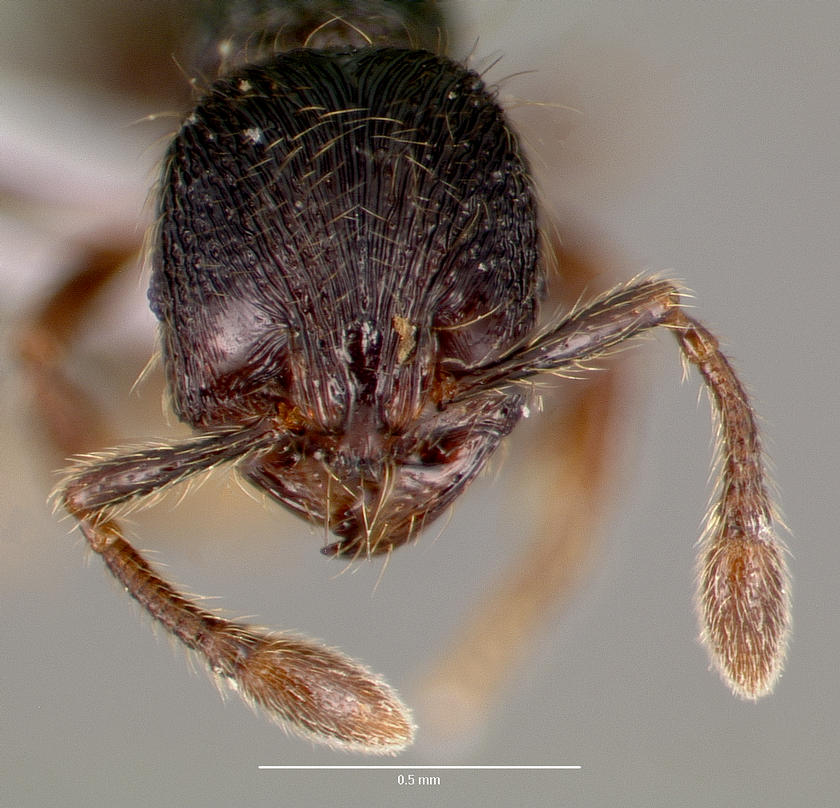
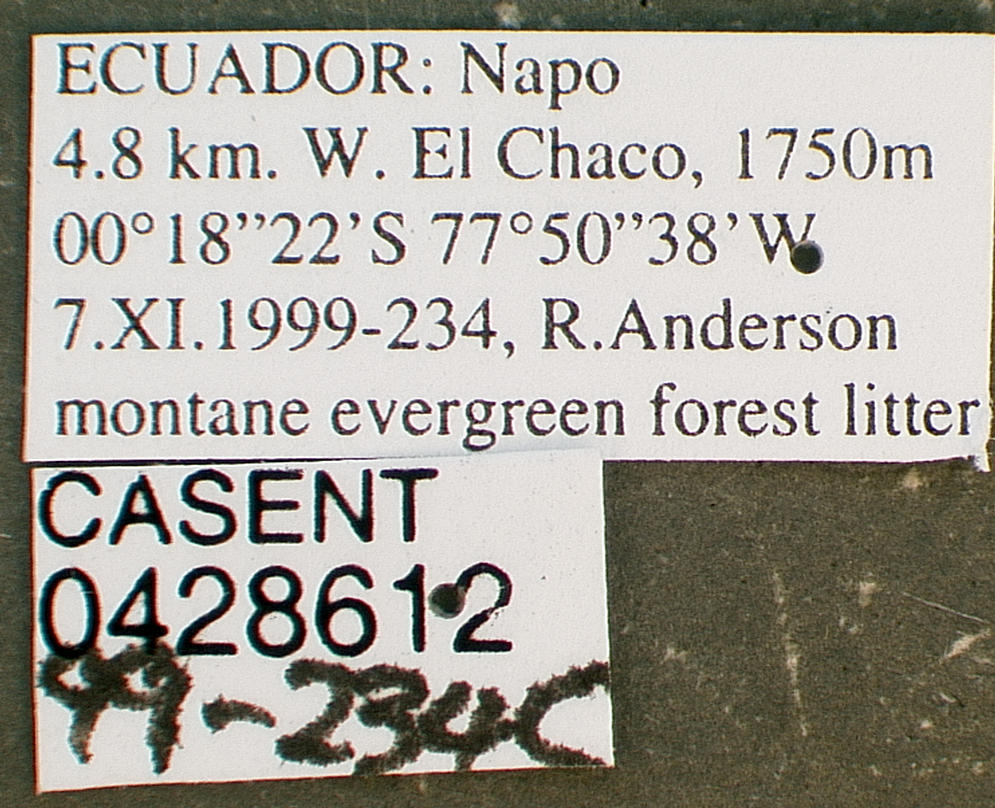
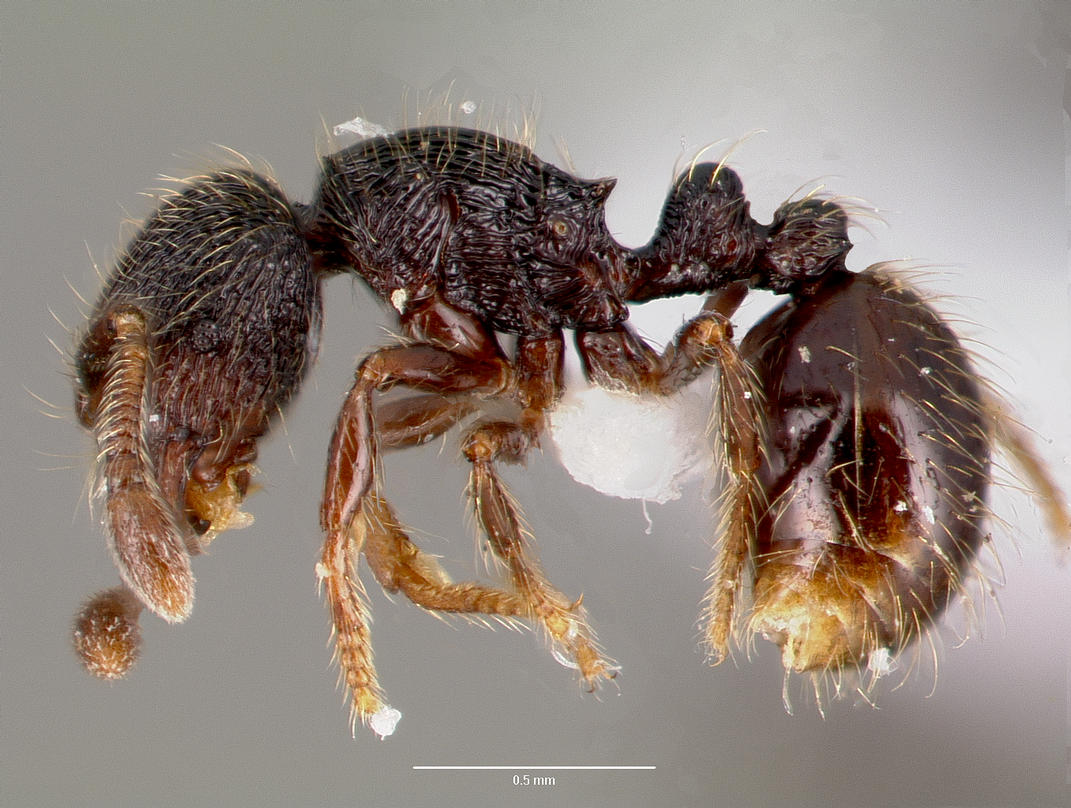
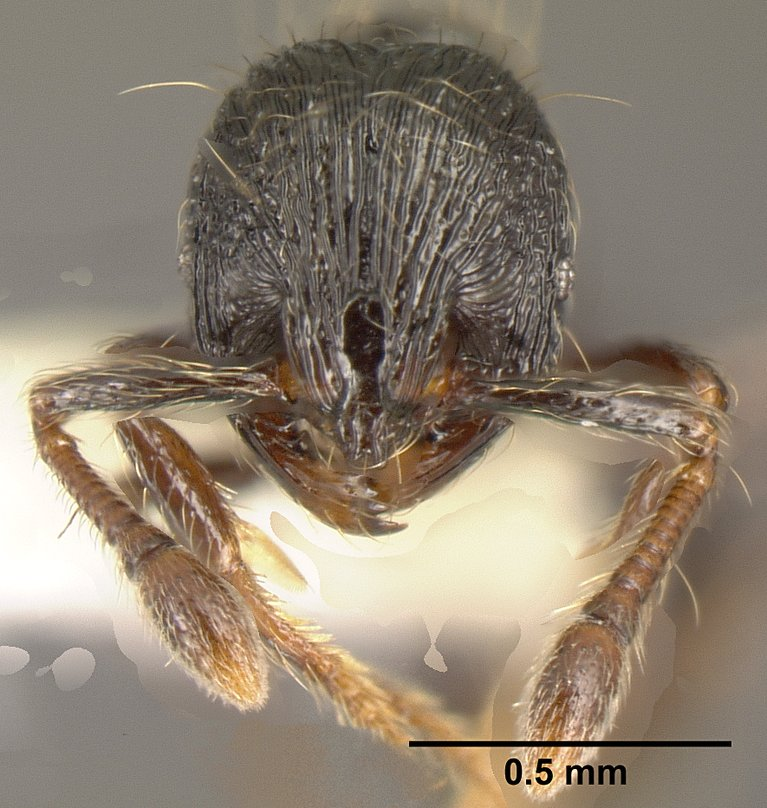
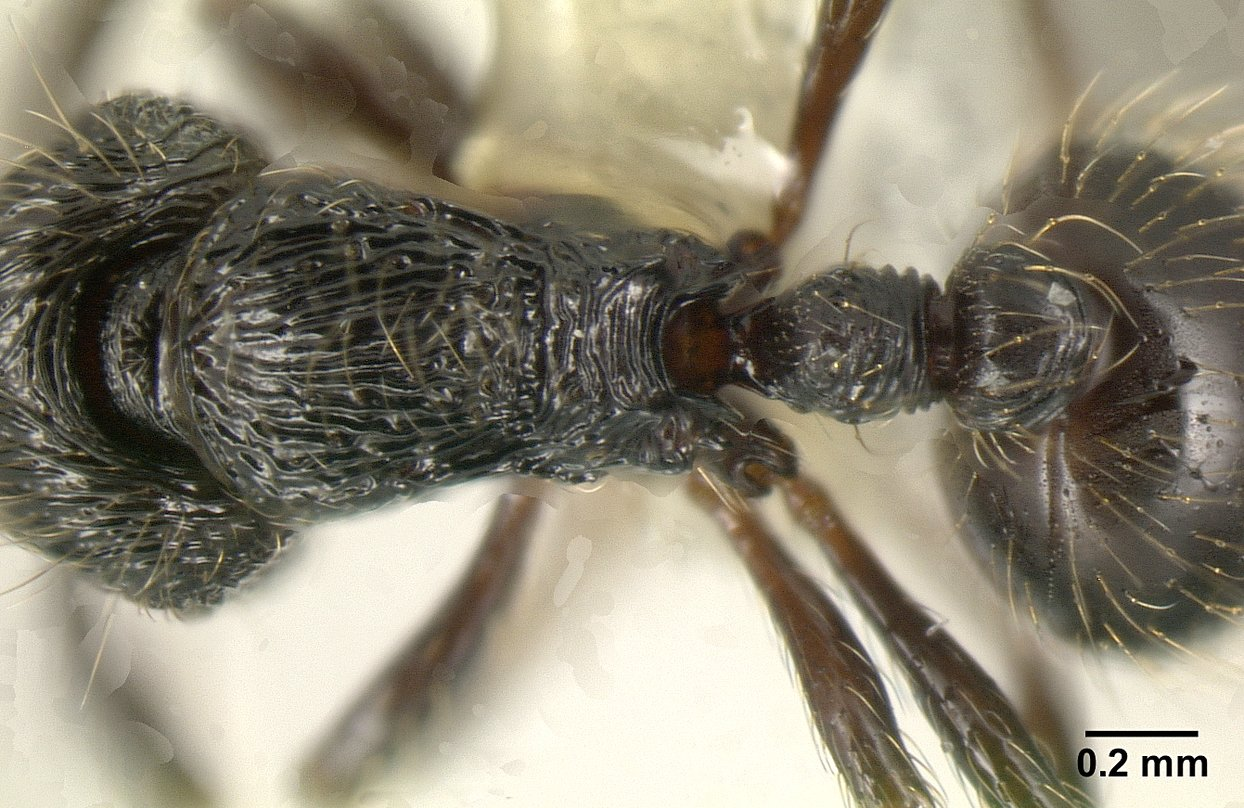